# René Renoult
Pour les articles homonymes, voir Renoult.
René Renoult, dit René-Renoult, né le 29 août 1867 à Paris (14e) (Seine) et mort le 27 avril 1946 dans le 8e arrondissement de la même ville, est un avocat, homme politique et un résistant français.

## Biographie
Jules Philippe René Béranger est né le 29 août 1867 à Paris de père inconnu et d'Elisa Béranger. Le 23 décembre 1880, il est reconnu par Romain Laurent Étienne Renoult, militant républicain et avocat. Le couple légitime l'enfant lors de leur mariage le 26 février 1883 à Paris 5e.
René Renoult s'engage très tôt en politique, combattant le boulangisme. Son frère Daniel Renoult est un militant connu du socialisme puis du communisme français, qui fut journaliste à L'Humanité et maire de Montreuil-sous-Bois. Un troisième frère, André, devait partager les convictions de Daniel puisque comme lui présent le 31 juillet 1914 au dîner du Café du Croissant à l'issue duquel fut assassiné Jean Jaurès.
Pendant ses années de lycée, Renoult aurait été huit fois lauréat du concours général[réf. souhaitée]. Un 1er accessit en composition française et un 7e accessit en version latine semblent attestés (sous le prénom de Jules, 1er selon l'état-civil, le prénom usuel est alors en général le 3e comme c'est le cas pour Jules Philippe René Renoult) par le Bulletin administratif de l'Instruction publique pour l'année 1883.
Renoult fait ensuite des études de droit, jusqu'au doctorat, et s'inscrit au barreau de Paris en 1888.
Dès l'année suivante, il succède à Paul Doumer comme chef de cabinet de Charles Floquet, président de la Chambre des députés. En 1894, René Renoult crée, avec Charles Floquet, Léon Bourgeois, René Goblet et Camille Pelletan le Comité central d'action républicaine, qui devient, après 1901, le comité directeur du Parti radical. René Renoult est élu président du Parti radical en 1903, président du comité exécutif le 19 décembre 1905, puis président d'honneur en 1931. Il est l'auteur de la célèbre formule « Pas d'ennemis à gauche ! ». Il a aussi présidé le groupe parlementaire radical-socialiste à la Chambre pendant la Grande Guerre, notamment pendant la période où le poste de président du parti était vacant (1914-1917).
Élu député de la Haute-Saône en 1902 et constamment réélu jusqu'en 1919, René Renoult consacre la plus grande partie de son activité parlementaires aux questions sociales et fiscales. Il fait adopter la loi établissant un salaire minimum pour les ouvrières à domicile du vêtement, et participe à l'élaboration de la loi sur les retraites ouvrières, avec Joseph Paul-Boncour. Il est, en 1914, le rapporteur de la loi instituant l'impôt progressif sur le revenu. Il connaît sa première expérience ministérielle en 1909/1910, comme sous-secrétaire d'État aux Finances.
Franc-maçon, il est initié en 1910 à « L'avant-garde maçonnique ».
Membre de la commission des Finances et plusieurs fois vice-président de la Chambre, René Renoult est président de la commission de l'Armée pendant la Première Guerre mondiale. Le 11 novembre 1918, il prononce le discours d'hommage à Georges Clemenceau, Ferdinand Foch, et surtout « à la République, qui a fait le miracle de la victoire ». La Chambre vote à l'unanimité l'affichage public de ce discours.
Après la démission de Clemenceau de son mandat de sénateur du Var, René Renoult lui succède. Il est constamment réélu jusqu'en 1940. Il appartient à la commission des Finances, de l'Armée, des Affaires étrangères, puis de la Législation civile. En 1921, il critique le rétablissement des relations diplomatiques avec le Vatican, décidée par le gouvernement de Bloc national.
Garde des Sceaux dans le gouvernement d'Édouard Herriot, de juin à décembre 1932, il dépose un amendement visant à étendre les droits civils de la femme mariée. Il doit aussi faire face à l'affaire de la Banque commerciale de Bâle. Éclaboussé dans l'affaire Stavisky, il est ensuite rapporteur, au Sénat, de cet amendement, finalement concrétisé par loi du 18 février 1938 : la mention selon laquelle « la femme doit obéissance à son mari » est supprimée du Code civil.
Dans les années 1930, il se range parmi les partisans d'une politique de fermeté face à Hitler.
Le 13 mai 1934, il est exclu par le congrès du Parti radical-socialiste (PRRRS), avec Albert Dalimier.
La commission du congrès lui reproche notamment d'avoir été l'avocat de Stavisky, dans l'Affaire Stavisky, le rapporteur de la commission estimant qu'il n'a pas respecté la morale attendue de la part des élus au sein du parti. Son exclusion est votée à l'unanimité moins une voix.
Le 10 juillet 1940, il vote contre les pleins pouvoirs à Philippe Pétain. Il s'engage ensuite dans la Résistance. Arrêté en janvier 1944 par la Gestapo, il est libéré dès le 17 de ce mois par les Forces françaises de l'intérieur.
Après la Libération, René Renoult se retire de la vie politique non sans avoir été, en juillet et en août 1945, juré au procès de Pétain devant la Haute Cour de justice.
Il meurt à son domicile, 20 bis rue La Boétie dans le 8e arrondissement de Paris le 27 avril 1946.
Il est inhumé au cimetière du Montparnasse (10e division).

## Vie privée
Le 29 juillet 1900, à Paris 9e, il se marie avec Blanche Clotilde Wormser. Le 2 juin 1937 à Paris 8e, veuf, il épouse Henriette Émilie Céleste Giriat, 

## Fonctions ministérielles
- Sous-secrétaire d'État aux Finances du 24 juillet 1909 au 3 novembre 1910
- Ministre du Travail et de la Prévoyance sociale du 27 juin 1911 au 14 janvier 1912
- Ministre de l'Intérieur du 9 décembre 1913 au 17 mars 1914
- Ministre des Finances du 17 mars au 9 juin 1914
- Ministre des Travaux publics du 13 juin au 14 août 1914
- Ministre de la Justice du 14 juin 1924 au 17 avril 1925
- Ministre de la Justice du 28 novembre 1925 au 9 mars 1926
- Ministre de la Marine du 19 au 23 juillet 1926
- Ministre de la Justice du 3 juin au 18 décembre 1932